# Giovanni da Legnano
Giovanni da Legnano (Legnano, 1320 circa – Bologna, 1383) è stato un giurista italiano.
Appartenente alla famiglia Oldrendi, fu uno dei capostipiti della famiglia Legnani. Ancora oggi si può ammirare il cinquecentesco palazzo di proprietà della famiglia sull'angolo tra via d'Azeglio angolo via Farini a Bologna. Fu il pupillo di Paolo da Liezaris e, grazie sua alla conoscenza del diritto canonico, fu il più strenuo difensore di Papa Urbano VI nei dibattiti, all'Università di Bologna, originati dallo Scisma d'Occidente. 

## Biografia

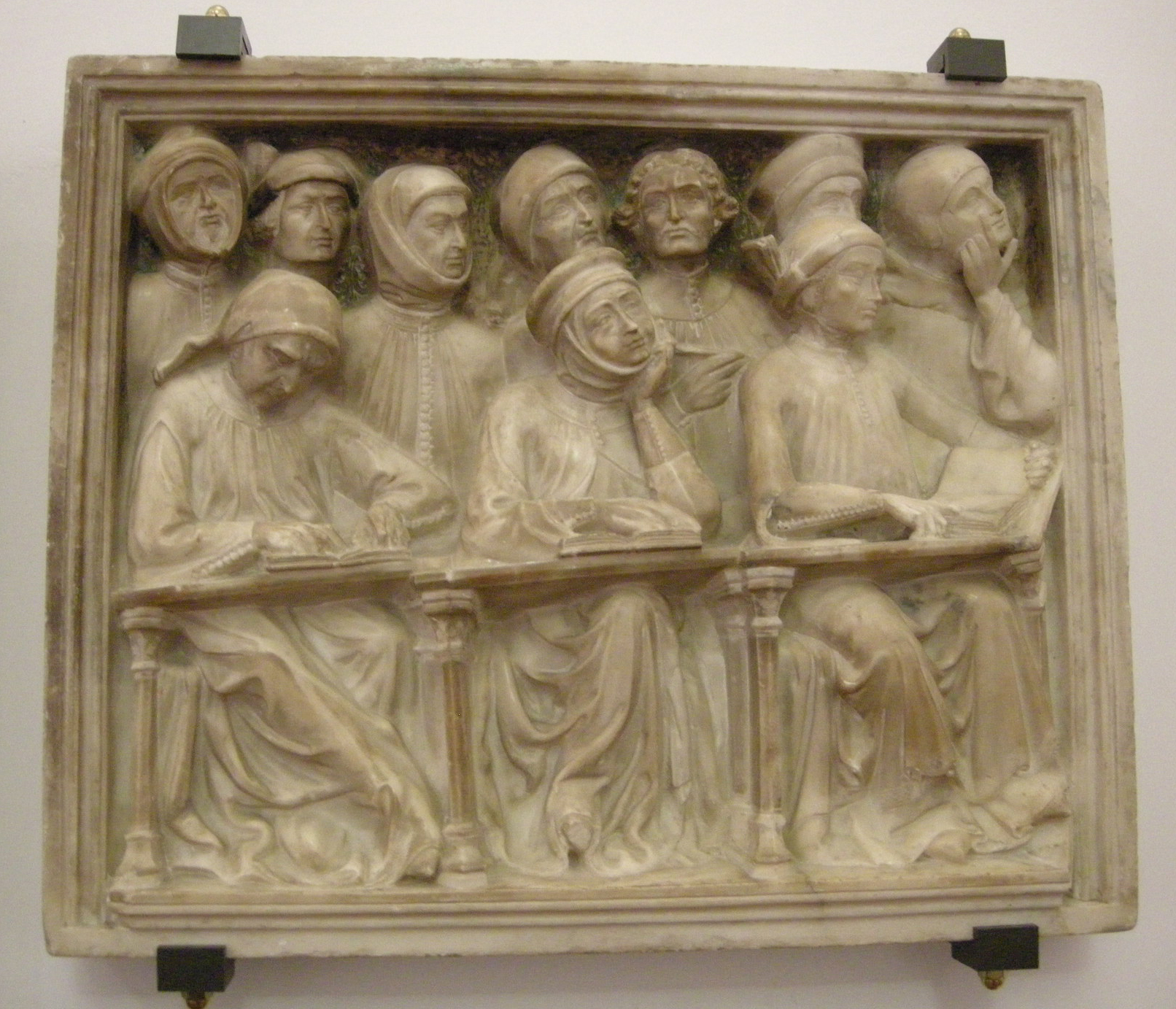
Parte della tomba di Giovanni da Legnano al Museo civico medievale di Bologna
Due mensoloni della medesima arca sono conservati nella Rocchetta Mattei di Riola di Vergato (BO)

Arrivò nella città felsinea nel periodo del cambio della famiglia nobiliare dominante (la città passò dai Pepoli ai Visconti di Milano) e il giurista si impegnò per la salvaguardia dei diritti dei cittadini in questo momento così delicato.
Iniziò ad insegnare a Bologna diritto canonico e civile dal 1351. Prima di insegnare diritto, fu professore di arte, astrologia, filosofia e medicina. Come giurista, il Comune felsineo gli chiese diverse consulenze. Fu uno dei sostenitori della prassi, vale a dire lo studio delle leggi precedenti. Questo suo studio fu fondamentale per lo sviluppo del diritto, e infatti fu applicata anche nei secoli successivi. Alcune fonti fanno pensare ad un intervento dei Visconti, che protessero Giovanni da Legnano.
Durante il suo soggiorno bolognese ebbe ottimi rapporti con papa Urbano VI e con il suo predecessore, papa Gregorio XI, da cui ricevette parecchi doni e gratificazioni. Le copie del manoscritto a difesa dell'elezione del primo pontefice, il De fletu ecclesiæ, furono distribuite alle personalità che discutevano dello Scisma d'Occidente. Una copia fu inviata all'Università di Parigi. Gli fu proposto di diventare ecclesiastico, ma rifiutò, poiché in primis era sposato.
Tra le sue opere degne di nota c'è il De bello, che tratta di guerra e la sua relazione con l'allegoria
Tra l'astrologia e la politica. Lo dedicò al cardinal Egidio Albornoz, legato papale che arrivò a Bologna nel 1360 e a cui diede consulenza sul diritto internazionale.
Costituì una borsa di studio per gli studenti milanesi che venivano a studiare a Bologna e lasciò in eredità la propria casa all'Università di Bologna nel caso in cui la sua famiglia si fosse estinta. Morì all'apice della fama.

## Opere
- De fletu ecclesiæ, 1378-80.
- De interdictio ecclesiastico

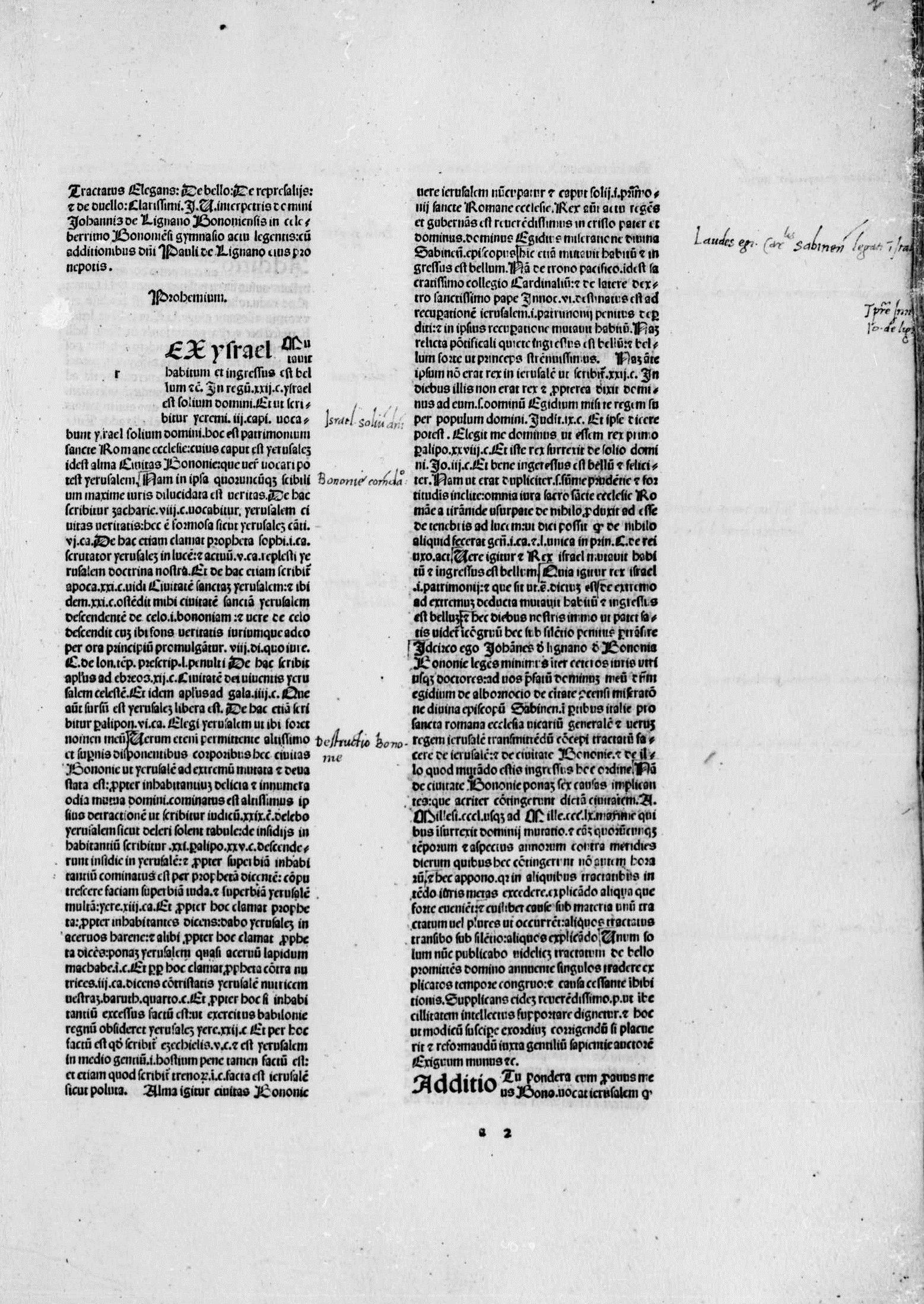
De bello, 1487

- De bello : Tractatus de bello, de represaliis et de duello, 1360.
- De appellationes
- De pace, 1364.
- De pluritalite beneficiorum, 1365.
- Somnium sive tractatus de principatu, 1372.
- De iuribus ecclesiae in civitate Bononiae, 1376.
- Commentaria in Decretales
- De adventu Christi, 1375.
- De cometa.

### Manoscritti

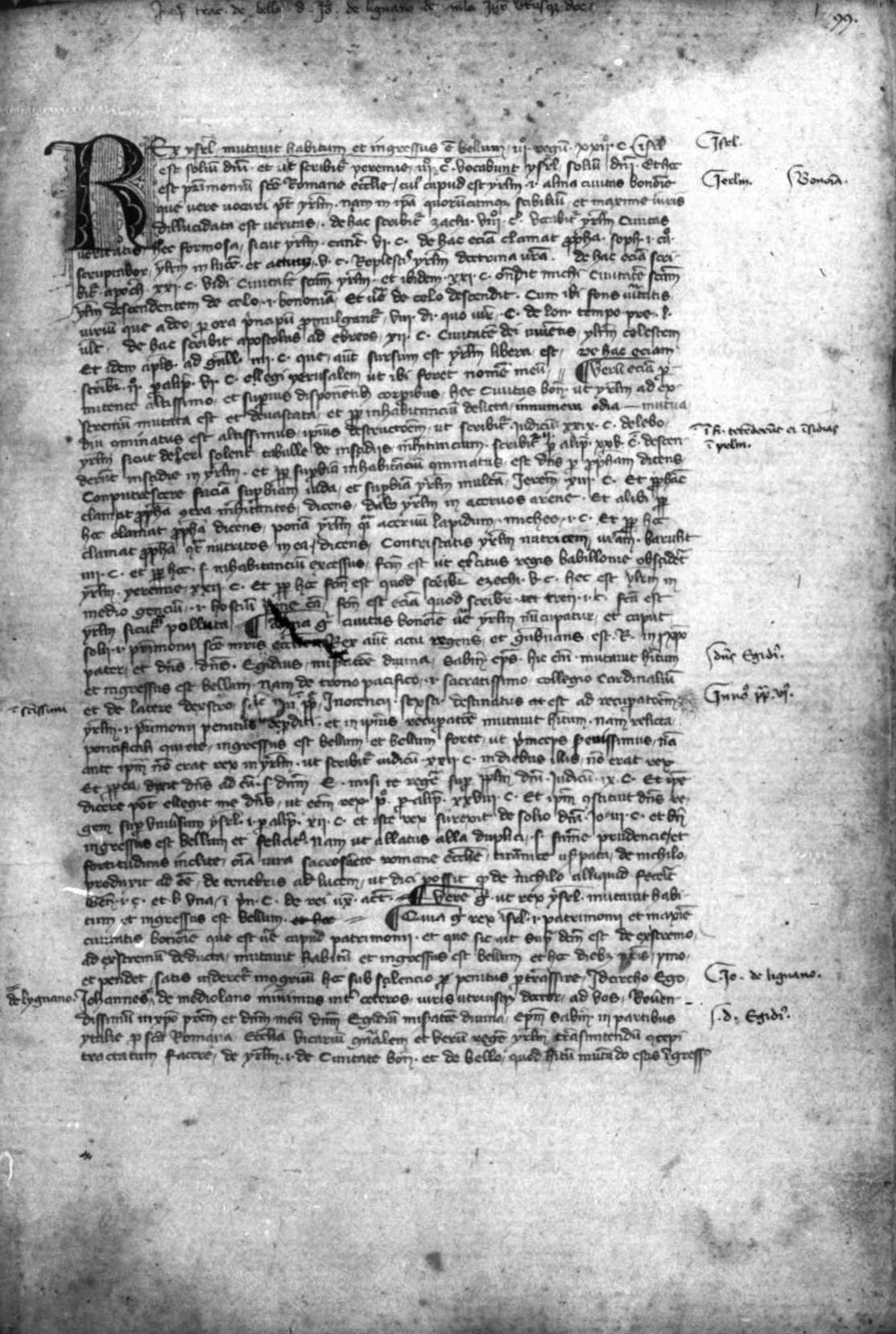
Tractatus de bello, manoscritto, XIV secolo

- Tractatus de bello, 1383-1387, Leipzig, Universitätsbibliothek, Handschriften, Ms 1055,  ff. 198-248v.
  -  Tractatus de bello, XIV secolo, Bologna, Biblioteca Comunale dell'Archiginnasio, Fondo manoscritti, ms. B. 1393,  ff. 99r-128v.
  -  Tractatus de bello, XV secolo, Erfurt, Universitäts- und Forschungsbibliothek Erfurt/Gotha Universitätsbibliothek, Handschriften, CA 2° 399,  ff. 1-87v.